# Ipiranga (Paraná)
Ipiranga is een gemeente in de Braziliaanse deelstaat Paraná. De gemeente telt 14.655 inwoners (schatting 2009).

## Aangrenzende gemeenten
De gemeente grenst aan Imbituva, Ivaí, Ponta Grossa, Teixeira Soares en Tibagi.

## Verkeer en vervoer
De plaats ligt aan de wegen BR-153, BR-487 en PR-153.